# William L. Dawson (homme politique)
Pour les articles homonymes, voir William Dawson et Dawson.
William Levi Dawson (né le 26 avril 1886 à Albany dans l'État de  Géorgie et mort le 9 novembre 1970 à Chicago) est un homme politique afro-américain qui a représenté Chicago (Illinois) pendant plus de 27 ans à la Chambre des représentants des États-Unis, élu de 1943 à sa mort en 1970.

## Biographie

### Jeunesse et formation
William Levi Dawson est le fils de Levi Dawson, un coiffeur et de Rebecca Kendrick, il a  six frères et sœurs. 

### Carrière
William L. Dawson est le troisième Afro-américain à être élu au Congrès des États-Unis durant le XXe siècle,

### Vie privée
Les cendres de William L. Dawson sont déposées au Griffin Funeral Home Columbarium de Chicago